# テルエル空港
テルエル空港（スペイン語: Aeropuerto de Teruel、(IATA: TEV, ICAO: LETL)）は、スペイン・アラゴン州テルエル県テルエルにある空港。2013年2月28日に開港した。

## 特徴
テルエル空港にはもともと空軍基地があった。
空港は4000万ユーロ（54億円）の資本を投じて建設された。2013年2月5日、スペイン航空安全保安局(AESA)によって民間利用に向けたPlataforma Aeroportuaira-Teruel (PLATA)が認定された。2013年2月28日、スペイン航空庁とアラゴン政府は航空業務の許可を与えた。PLATAは、アラゴン州政府とテルエル市議会によって形成されたコンソーシアムによって所有されており、AENAグループには属していない。
空港は250機まで駐機できるスペースが存在する。テルエルはスペイン有数の5都市（マドリード、バルセロナ、バレンシア、サラゴサ、ビルバオ）を結ぶ円の中にあり、この範囲の域内総生産(GRP)はスペインの国内総生産(GDP)の60%にのぼり、400キロ圏内の人口は2000万人以上である。
テルエル市は人口3万5000人の都市であり、就航する航空会社は存在しなかった。ラウル・ベルドゥーとラウル・トッレスは航空機の駐機、メンテナンス、解体に空港を使用する事を考えた。テルエル空港に定期便はないが、Tarmac Aerosave社の航空機メンテナンスと飛行機の墓場の役割を果たしている。
2020年、2019新型コロナウイルスの感染拡大により、欧州では多くの航路が運行停止に追い込まれた。テルエル空港には、行き場を失ったルフトハンザやエールフランス、KLM、エミレーツやエティハドなどエアバス社の顧客の機体が回送され、駐機数が増加し始めた。このため、最大125機の収容可能スペースを260機まで拡張しようとする計画が浮上している。